# (8328) Uyttenhove
(8328) Uyttenhove – planetoida z pasa głównego asteroid okrążająca Słońce w ciągu 3 lat i 175 dni w średniej odległości 2,29 au. Została odkryta 23 sierpnia 1981 roku w Europejskim Obserwatorium Południowym przez Henriego Debehogne. Nazwa planetoidy pochodzi od Jozefa Uyttenhove (ur. 1944), profesora fizyki oraz dyrektora Muzeum Historii Nauk przy Uniwersytecie Ghent. Przed nadaniem nazwy planetoida nosiła oznaczenie tymczasowe (8328) 1981 QQ2.